# Municipio de Longfellow
El municipio de Longfellow (en inglés: Longfellow Township) es un municipio ubicado en el condado de McLean en el estado estadounidense de Dakota del Norte. En el año 2010 tenía una población de 38 habitantes y una densidad poblacional de 0,41 personas por km².

## Geografía
El municipio de Longfellow se encuentra ubicado en las coordenadas 47°27′6″N 101°15′17″O / 47.45167, -101.25472. Según la Oficina del Censo de los Estados Unidos, el municipio tiene una superficie total de 93.62 km², de la cual 93,47 km² corresponden a tierra firme y (0,15 %) 0,14 km² es agua.

## Demografía
Según el censo de 2010, había 38 personas residiendo en el municipio de Longfellow. La densidad de población era de 0,41 hab./km². De los 38 habitantes, el municipio de Longfellow estaba compuesto por el 97,37 % blancos y el 2,63 % eran de una mezcla de razas. Del total de la población el 0 % eran hispanos o latinos de cualquier raza.